# Cala Murta (Manacor)
Cala Murta (‚Myrtenbucht‘) ist eine kleine Meeresbucht im Osten der spanischen Baleareninsel Mallorca. Sie befindet sich an der Küste der Gemeinde Manacor unmittelbar südlich von Porto Cristo.

## Lage und Beschreibung

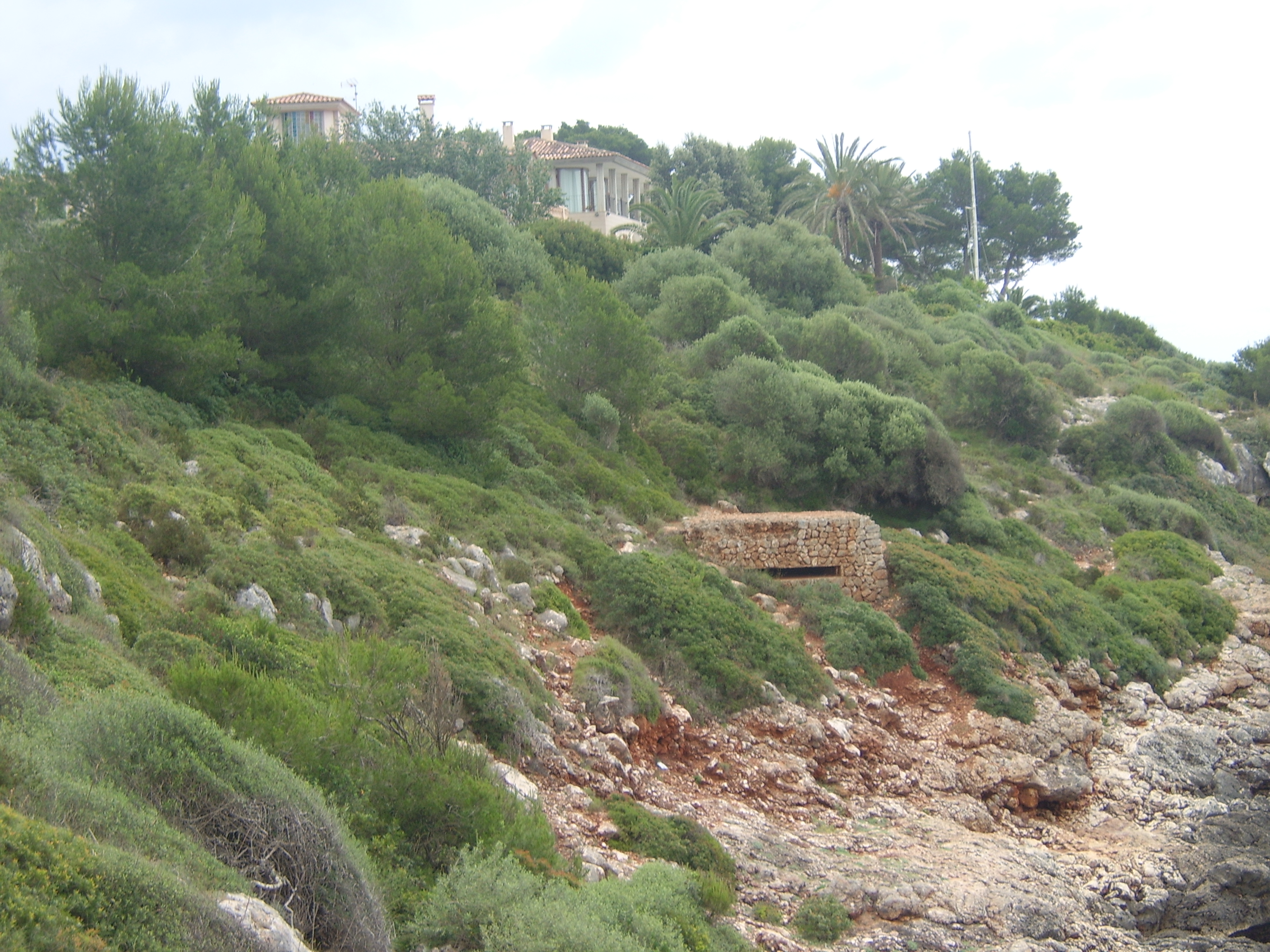
Nordseite der Cala Murta

Die Cala Murta liegt südlich der Siedlung Sa Torre, einem Ortsteil von Porto Cristo, der sich etwa 20 bis 27 Meter über dem Meeresniveau der Bucht befindet. Sie wird von den Kaps Punta de Cala Murta im Süden und Punta d’en Pellador im Nordosten eingefasst. Die Einfahrt zur Cala Manacor, dem Hafen von Porto Cristo, befindet sich 750 Meter nordöstlich der Cala Murta am Leuchtturm von Morro de sa Carabassa. Der Hauptort der Gemeinde Manacor liegt 10,2 Kilometer nordwestlich.
An der Nordwestseite der Cala Murta befindet sich der kleine etwa 10 Meter lange und 12 Meter breite, mit Steinen durchsetzte Kieselstrand, auf dem sich oft Seegras ablagert. Er wird von flachen Felsen eingerahmt, auf denen Kiefern und Büsche wachsen. Am Strand mündet ein nur ungefähr 400 Meter langer, von Westen kommender Regueró, der nur nach starken Regenfällen Wasser führt. An der Nordseite der Bucht wurde in der Zeit des spanischen Bürgerkriegs in der zweiten Hälfte der 1930er Jahre ein Maschinengewehrstand errichtet, der noch erhalten ist.
Unmittelbar nördlich der Bucht schließt sich das Gelände des touristisch erschlossenen Höhlensystems der Coves del Drac an. Joan Servera Camps ließ nahe der Cala Murta 1929 einen neuen Zugang zu den Höhlen anlegen, der seitdem als Haupteingang dient.

## Zugang
Von der Straße MA-4014 in Porto Cristo führt die Avinguda Joan Servera Camps nach Südosten zum Torre del Serral dels Falcons. Vor Erreichen des Turmes geht rechts die Carrer de la Fitora ab, an deren Ende es Parkmöglichkeiten für Fahrzeuge gibt. Von dort führt ein 180 Meter langer Weg zur Bucht hinunter.